# Jules Gales
Jules Gales (13 juli 1924-22 mei 1988) is een voormalig voetballer uit Luxemburg. Gedurende zijn carrière speelde hij als middenvelder voor Spora Luxemburg.

## Interlandcarrière
Gales kwam – inclusief B-interlands – 26 keer (negen doelpunten) uit voor de nationale ploeg van Luxemburg in de periode 1948–1952. Hij maakte zijn debuut op 2 mei 1948 in de vriendschappelijke wedstrijd tegen het B-team van Oostenrijk (2-7). Gales vertegenwoordigde zijn land tweemaal bij de Olympische Zomerspelen: 1948 (Londen) en 1952 (Helsinki).

## Erelijst
- Luxemburgs landskampioen

1949
- Beker van Luxemburg

1950